# Colpotrochia neblina
Colpotrochia neblina là một loài tò vò trong họ Ichneumonidae.